# Хоргенская культура
Хоргенская культура, у А. Л. Монгайта — горгенская культура — археологическая культура эпохи неолита, существовавшая на территории современной западной Швейцарии и немецкой земли Баден-Вюртемберг. Жители данной культуры строили свайные дома на озёрах. Культура существовала в период около 3500 — 2800 г. до н. э. Впервые обнаружена и описана в 1920—1930-е годы. Названа по раскопкам у Хорген-Шеллера на Цюрихском озере; известны также такие памятники, как Зипплинген на Боденском озере и Бад-Бухау на Федерзее.
Является вариантом культуры Сены-Уазы-Марны, однако географически удалённым от основной области распространения данной культуры. Соседствовала с культурой шнуровой керамики (группы Феррьер-Клерво), от которой резко отличалась формой керамики и обычаями.

## Керамика
Характерной для хоргенской культуры является грубая, толстостенная, цилиндрическая керамика. Поскольку она является отличительным признаком хоргенской культуры от предшествующих, предполагается, что эта культура была занесена пришельцами. Мартин Кольб (Martin Kolb) придерживается, однако, мнения, что переход от местных культур к хоргенской был плавным и постепенным, что позволяет исключить гипотезу о переселении. Изменение форм сосудов можно объяснить и другими причинами, например, изменением назначения сосудов. Как показывают остатки пищи на хоргенской керамике, толстостенные сосуды использовались для разогрева или варки пищи.